# 네거티브 존
네거티브 존(Negative Zone)은 마블 코믹스가 출판한 미국의 만화책에 등장하는 반물질 우주를 가리키는 가공의 설정이다. 장소는 마블의 여러 출판물에서 그려지며 대부분이 판타스틱 포와 캡틴 마블에서 다뤄진다. 스탠 리와 잭 커비가 만들었으며 판타스틱 포 #51(1966년 6월)에 처음 등장하였다.